# Conflans-sur-Loing
Conflans-sur-Loing is een gemeente in het Franse departement Loiret (regio Centre-Val de Loire) en telt 356 inwoners (2004). De plaats maakt deel uit van het arrondissement Montargis.

## Geografie
De oppervlakte van Conflans-sur-Loing bedraagt 9,2 km², de bevolkingsdichtheid is 38,7 inwoners per km².
De onderstaande kaart toont de ligging van Conflans-sur-Loing met de belangrijkste infrastructuur en aangrenzende gemeenten.

## Demografie
Onderstaande figuur toont het verloop van het inwonertal (bron: INSEE-tellingen).